# Trenet de la Marina

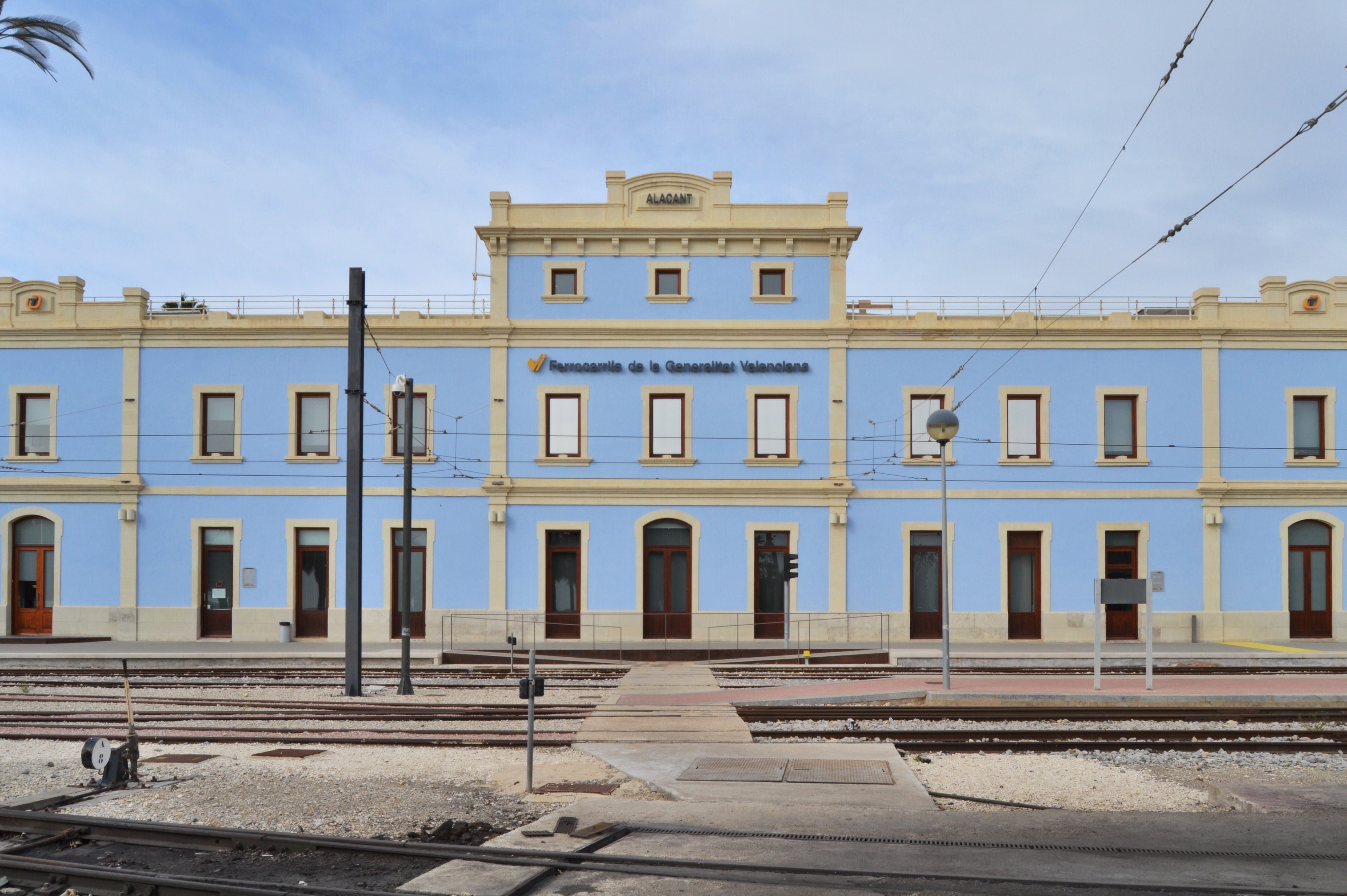
Antiga estació de la Marina d'Alacant

El Trenet de la Marina és un ferrocarril de via estreta que connecta la ciutat d'Alacant amb Dénia, al llarg d'un recorregut de quasi cent quilòmetres que discorre de manera paral·lela a la costa. Connecta importants localitats turístiques com Benidorm, La Vila Joiosa, Altea, Calp o les mateixes Alacant i Dénia.
En els seus gairebé cent anys d'història ha sigut gestionada per diverses empreses sent en l'actualitat responsabilitat de Ferrocarrils de la Generalitat Valenciana que fa un gran esforç inversor per a modernitzar la línia i fer-ne el modern TRAM Metropolità d'Alacant.

## Origen

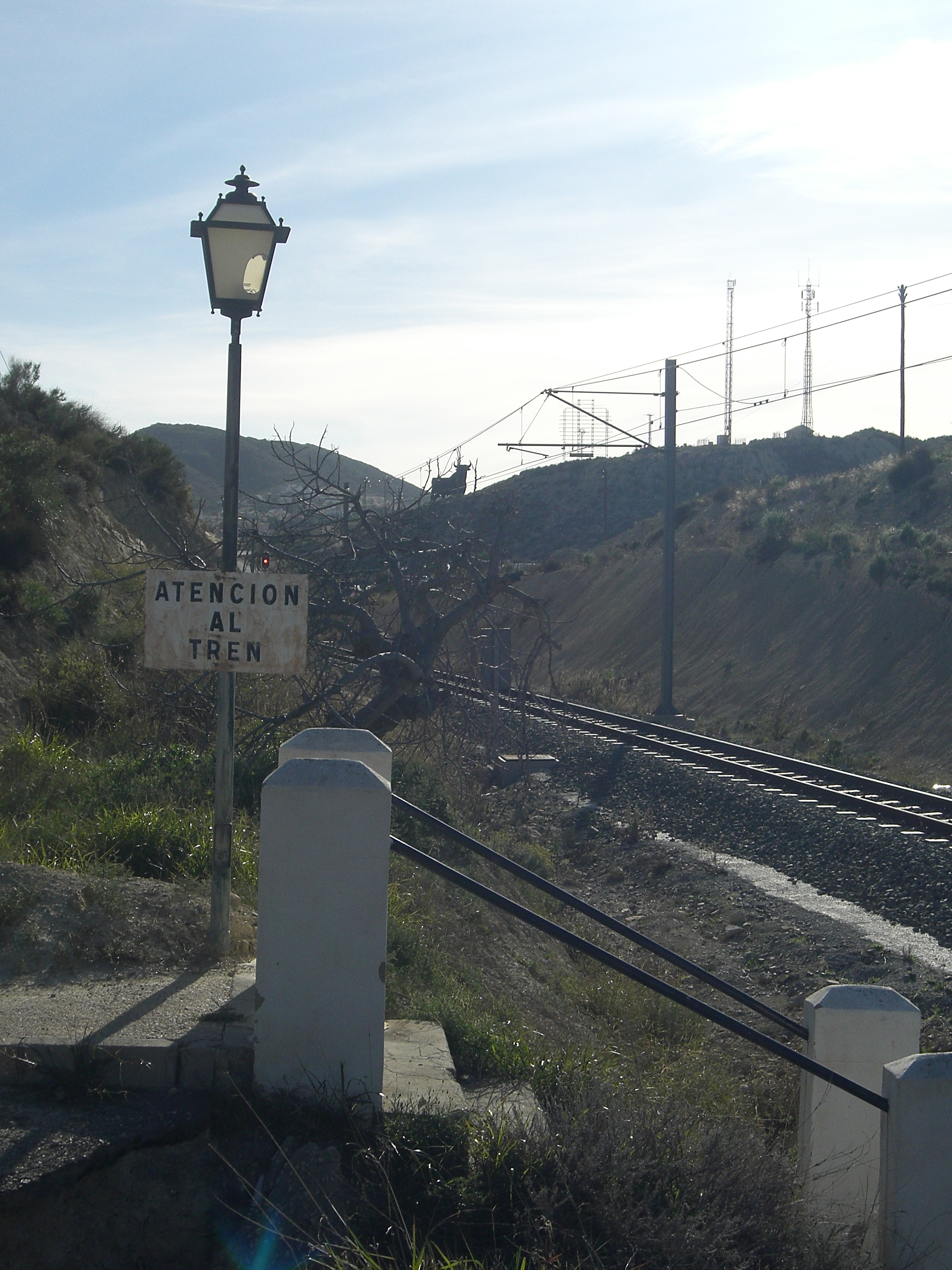
La vella línia del trenet al Campello, l'Alacantí.

El 23 de març de 1882 el govern concedeix a Juan Bautista Lafora l'autorització per a l'estudi de la construcció d'un ferrocarril que unira Alacant amb La Vila Joiosa així com d'un altre per a unir Dénia i Altea. Poc després, el 13 de maig de 1882 li és concedit l'estudi de viabilitat de la connexió entre La Vila Joiosa i Altea. El 7 d'abril de 1883 es denega l'estudi de les tres línies per separat, ja que es consideren com una línia única de via ampla encara que l'1 d'agost de 1889 una orde del rei Alfons XIII permet la construcció de la línia si bé com a ferrocarril de via estreta.
Vista la lentitud de la construcció de la línia l'any 1901 Juan Bautista Lafora ven a l'enginyer de mines José Carbonell els drets del ferrocarril qui constitueix el 3 de juliol de 1902 la Companyia de Ferrocarrils d'Alacant. La intenció de la nova companyia era inaugurar el primer tram el 19 de març de 1903, però l'obra es va anar retardant a causa de problemes amb les expropiacions sent-li concedida una pròrroga de díhuit mesos per part del govern el 5 de maig de 1905 a la que s'afegiria una altra de tres anys de tal manera que el 18 de juny de 1910 caduca la concessió sent confiscada per l'estat el 28 de juliol de 1910 i adquirit en subhasta el tram entre La Vila Joiosa i Dénia per Boffinet Solms i Cia el 27 de setembre de 1910 que constitueix la Companyia dels Ferrocarrils Estratègics i Secundaris d'Alacant iniciant la construcció el 13 de febrer de 1911.
D'altra banda, el tram entre Alacant i La Vila Joiosa és adquirit en subhasta pública pel senyor Willy Solms el 4 de juliol de 1911 començant les obres el 8 d'octubre de 1911.
Després d'aquest llarg període per fi el 28 d'octubre de 1914 s'inauguren els trams entre Alacant i La Vila Joiosa i La Vila Joiosa i Altea havent d'esperar el tram entre Altea i Dénia fins a l'11 de juliol de 1915.

## Transport de mercaderies
Des del moment de la inauguració de la línia pel fet que la zona a què servia no estava tan densament poblada com ara es va realitzar un intens aprofitament d'ella per al transport de mercaderies. Per a això el 23 de febrer de 1935 es concedeix permís a Cobertes i Teulades S.A que estava construint el port d'Altea permís perquè circularen trens de roques des del ramal de les pedreres de Les Quintanes al ramal del port d'Altea. El dit permís va caducar el 10 de gener de 1945 si bé les instal·lacions no es van desmantellar fins als anys 50.
A més, en 1936 s'inaugura el Ramal del Port que connectava el trenet de la Marina des de l'estació Alacant-La Marina fins al port d'Alacant, construint un baixador en aquest últim. Aquest ramal es va mantindre operatiu fins al 27 d'abril de 1967.
Finalment, el 15 de febrer de 1955 es concedeix permís a l'empresa Ciments del Mediterrani S.A. per a la construcció d'un ramal que connectara les seues instal·lacions en les proximitats de Dénia amb el trenet de la Marina. La vida d'aquest ramal va acabar l'any 1971 que es va tancar la fàbrica de ciments pel seu alt poder de contaminació encara que no es va desmantellar la via fins a l'any 1984.

## Ferrocarrils Espanyols de Via Estreta
Després d'un breu període d'un any en què el trenet de la Marina era administrat per Explotació de Ferrocarrils per l'Estat la reorganització de la dita empresa va conduir a la creació en 1965 de FEVE. Aquest canvi d'administració va suposar importants canvis per al trenet de la Marina, ja que des d'aquest moment els trens de passatgers podien continuar fins a Carcaixent per la línia que unia ambudes ciutats a través de la localitat de Gandia, car eren gestionades per la mateixa empresa. Per a això es va tancar l'estació terme de la línia Carcaixent-Dénia (coneguda com a Dénia-ESA) passant a utilitzar com a capçalera la de Dénia-Nord.
No obstant això, aquest sistema d'explotació va ser molt breu, ja que l'11 de juliol de 1969 es va tancar al tràfic el tram entre Carcaixent i Gandia el que va implicar la pèrdua de la connexió amb RENFE establida a penes quatre anys abans. Finalment, el tram entre Dénia i Gandia va ser tancat al tràfic l'11 de febrer de 1974. Aquests tancaments van suposar un greu colp al desenvolupament econòmic de la zona que es vol esmenar mitjançant la reobertura d'aquest corredor en via ampla.

## Ferrocarrils de la Generalitat Valenciana
A causa de l'evolució del procés autonòmic la gestió de les línies de FEVE al País Valencià (el Trenet de la Marina i el Trenet de València) va ser cedida al novembre de 1986 a la Generalitat Valenciana que va crear per a això l'empresa pública Ferrocarrils de la Generalitat Valenciana.

### TRAM Metropolità d'Alacant
Aquest nou període s'ha caracteritzat per la renovació de les instal·lacions i l'adequació d'aquestes a la nova realitat social de les localitats per les quals discorre el trenet de la Marina. Per això el 17 de març de 1999 es va posar en servei de manera experimental el tram de tramvia entre Porta del Mar i Albufereta Platja ambdós en la ciutat d'Alacant. L'objectiu és reconvertir l'antiga línia del trenet de la Marina en un tramvia metropolità en la ciutat d'Alacant a la que s'afegiran noves línies que la comuniquen amb el seu àrea metropolitana així com la creació d'un nucli de serveis urbans entorn de Benidorm. A més es mantindran els serveis de rodalia des d'Alacant a Dénia mitjançant les noves unitats de tren tramvia adquirides recentment si bé no es detindran en totes les estacions.

## Serveis especials

### Limón Express

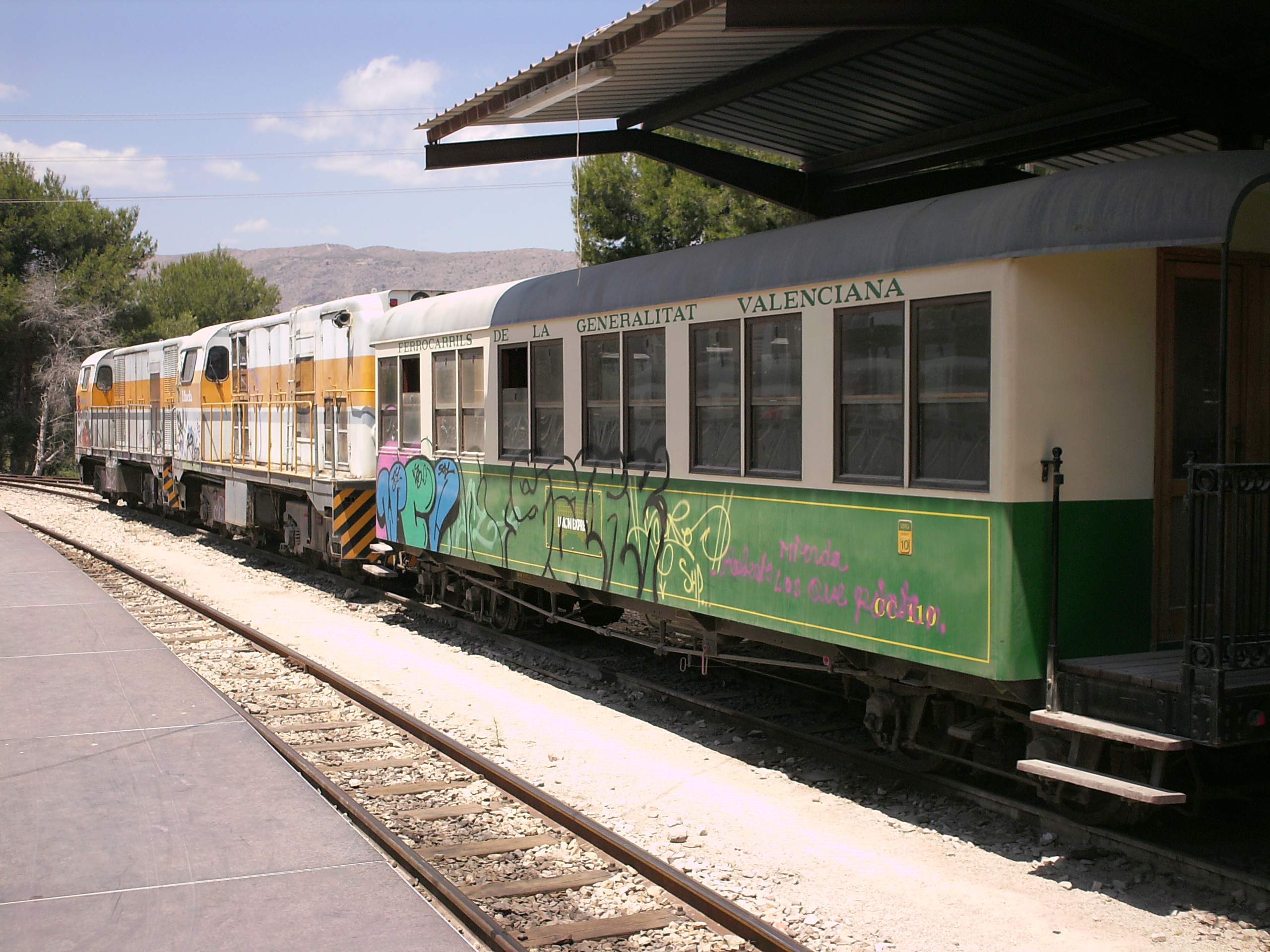
Limón Express

Aquesta línia té l'honor de comptar amb el primer tren turístic d'Espanya el conegut Limón Express. Aquest tren que efectua el recorregut Benidorm-Gata de Gorgos-Benidorm sense parades va començar a circular l'1 de juny de 1971 gràcies a la iniciativa d'un promotor turístic britànic amb cotxes de fusta recuperats de la línia Dénia-Carcaixent construïts en els anys vint i restaurats convenientment. L'objectiu és atraure turistes a una localitat no tan freqüentada com la de Gata de Gorgos perquè coneguen els seus vins i la seua artesania.
En l'actualitat i des del 27 de maig de 2005 es troba suspés el servei pel mal estat dels cotxes, i locomotores i per les millores efectuades en la línia que li impedeixen la seua eixida des de Benidorm.

### Trensnochador
Aquest servei nocturn es va posar en marxa en 1988 i funciona exclusivament els mesos de juliol i agost. Dona cobertura a les diverses discoteques i zones d'oci existents al llarg del recorregut del trenet en el marc d'una campanya per a evitar que els jóvens agafen el cotxe després d'haver begut. La major prova del seu èxit és el gran ús que ha tingut al llarg de quasi vint anys.